# Оттепель

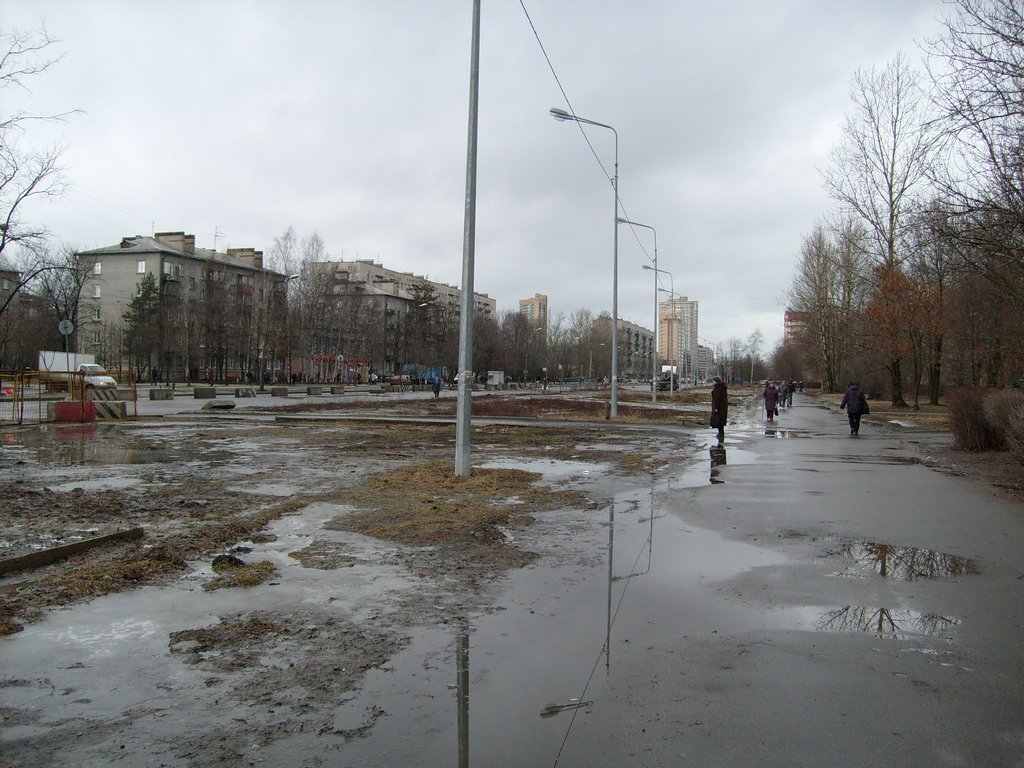
Дачный проспект Санкт-Петербурга во время оттепели

О́ттепель — повышение температуры атмосферы до положительных значений в устойчивый морозный период зимой или в начале весны в умеренных и высоких широтах Земли. Происходит чаще всего в результате адвекции тёплого воздуха и приводит к полному или частичному таянию снежного и ледового покрова. На Европейской территории России оттепель обычно вызывается приходом циклона с Атлантического океана, содержащего много влаги и несущего тепло. Часто сопровождается пасмурной туманной погодой.